# Meetnet Ammoniak Natuurgebieden

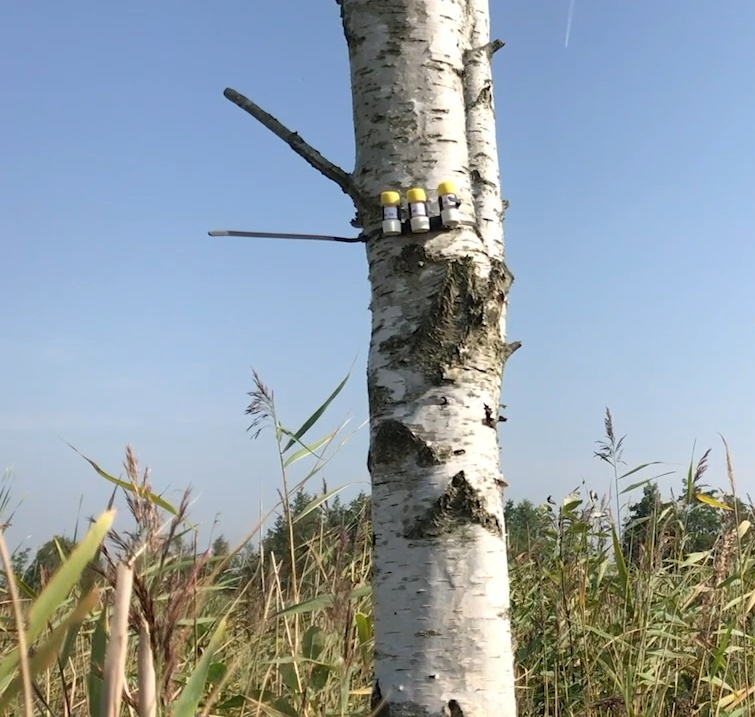
Monitoringsbuisjes in een natuurgebied bevestigd aan een berk

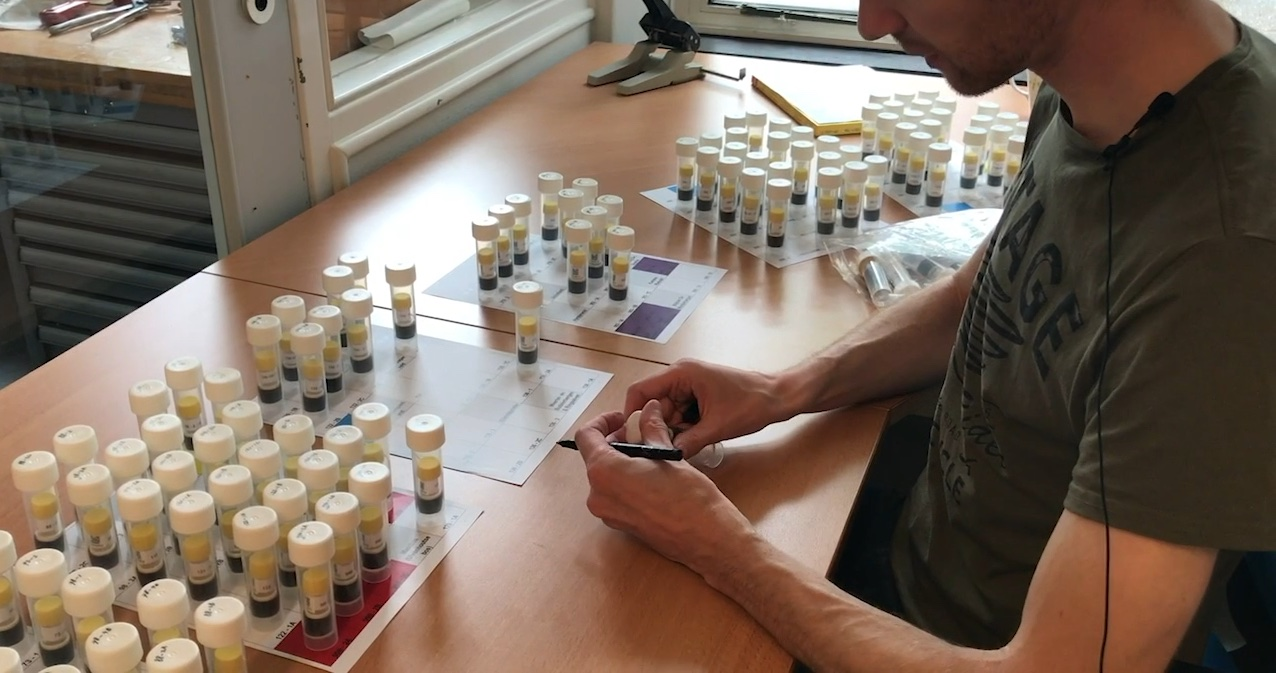
Maandelijkse analyse van de monsterbuisjes

Het Meetnet Ammoniak Natuurgebieden (MAN) is een Nederlands meetnet dat met een maandelijkse frequentie de hoeveelheid stikstofdepositie in de vorm van ammoniak meet in Natura-2000-natuurgebieden.
Het meetnet is in 2005 opgezet in 22 gebieden om te meten in hoeverre de kritische depositiewaarde overschreden wordt in het kader van de Vogel- en Habitatrichtlijnen. Een overschrijding van deze depositiewaarde leidt tot een achteruitgang van de natuurwaarden en biodiversiteit. Het meetnetwerk draagt ook bij aan het vergroten van de betrouwbaarheid van het Operationele Prioritaire Stoffen model. In 2020 is het meetnet gegroeid tot 80 meetpunten.
In het meetnet wordt gewerkt met passieve monsters. Dit gebeurt met buisjes met teflon met aan de boven- en onderzijde een dop waarbij zich binnenin de bovenste dop een roestvrijstalen gaasje bevindt met absorptiemateriaal. In de dop aan de onderzijde bevindt zich een poreus filter. Dit filter gaat de verstorende invloed van wind tegen en voorkomt opname van aerosolen. Het ammoniak in de lucht reageert met het absorptiemateriaal op het roestvrijstalen gaasje en wordt daarbij omgezet in ammonium. Door deze omzetting is de ammoniakconcentratie bij het roestvrijstalen gaasje nul. Aan de andere zijde wordt de sampler blootgesteld aan de heersende concentratie ammoniak in de buitenlucht. Vanwege de concentratiegradiënt in de sampler vindt er via diffusie transport van ammoniak naar het absorptiemateriaal plaats. Via een formule kan aan de hand van de hoeveelheid getransporteerde ammoniak de depositie bepaald worden.